# باولو هنريكي (لاعب كرة قدم مواليد 1989)
باولو هنريكي كارنيرو فيلهو (بالبرتغالية: Paulo Henrique Carneiro Filho‏) هو لاعب كرة قدم برازيلي في مركز الهجوم، ولد في 13 مارس 1989 في جواو بيسوا في البرازيل. لعب مع أتلتيكو مينيرو وشانغهاي غرينلاند شينهوا وطرابزون سبور ونادي بالميراس ونادي فيسترلو ونادي هيرنفين.

## وصلات خارجية
- باولو هنريكي كارنيرو فيلهو على موقع الاتحاد الأوربي (الإنجليزية)
- باولو هنريكي كارنيرو فيلهو على موقع اتحاد تركيا (لاعب) (الإنجليزية)
- باولو هنريكي كارنيرو فيلهو على موقع قاعدة بيانات كرة القدم.إي يو (الإنجليزية)
- باولو هنريكي كارنيرو فيلهو على موقع Soccerway.com (الإنجليزية)
- باولو هنريكي كارنيرو فيلهو على موقع عالم كرة القدم.نت (الإنجليزية)
- باولو هنريكي كارنيرو فيلهو على موقع AS.com (الإسبانية)